# Victor Riquetti de Mirabeau
Pour les articles homonymes, voir Mirabeau.
Victor Riquetti de Mirabeau, marquis de Mirabeau, dit « l'ami des hommes », né à Pertuis le 5 octobre 1715, et mort à Argenteuil le 11 juillet 1789, est un économiste et philosophe français.
Il est le cofondateur du mouvement physiocratique et le père de Honoré Gabriel Riqueti de Mirabeau, l'une des grandes figures de la Révolution française.

## Biographie

### Famille
La famille Riquetti de Mirabeau est originaire de Provence. Victor est le fils de Jean Antoine de Riqueti (1666-1737), marquis de Mirabeau, brigadier des armées du roi, et de Françoise de Castellane-Norante (1685-1769). Il reçoit le baptême à l'église paroissiale de Pertuis, fut marquis de Mirabeau, comte de Beaumont-de-Pertuis, vicomte de Saint-Mathieu, baron de Pierre-Buffière et en cette qualité premier baron du Limousin, seigneur de Roquelaure, de Négréaux, de Saint-Auquille, de Pierre-Aigue, du Bignon, Chéronnac, de Brie, Champagnac, Puyméreau…, ce à la mort de son père (1737) et du fait de son mariage (1743) avec Marie-Geneviève de Vassan (1725-1795), descendante du financier Jacques de Vassan.
Le marquis de Mirabeau est le premier de sa famille à délaisser la carrière militaire pour se diriger vers celle des lettres. Il fait partie de l’école des physiocrates et publie notamment l’Ami des hommes ou Traité sur la population (1756) et surtout Philosophie rurale ou économie générale et politique de l'agriculture, réduite à l'ordre immuable des lois physiques et morales qui assurent la prospérité des empires (1763).
Il est le père du Honoré Gabriel Riqueti, comte de Mirabeau, et de André Boniface Louis Riquetti de Mirabeau, vicomte de Mirabeau, deux grandes figures de la Révolution française. Il a une sœur et cinq frères, dont Jean-Antoine Riqueti de Mirabeau (1717-1794).

### Un jeune officier (1728-1743)
Victor Riquetti de Mirabeau reçoit une éducation très stricte. Il est présenté de minorité à l'ordre de Saint-Jean de Jérusalem au grand prieuré de Saint-Gilles, le 1er septembre 1718, à l’âge de trois ans ou en 1716 suivant des sources hospitalières mais ne fera jamais ses caravanes et ne prononcera jamais ses vœux de frère-chevalier de l'Ordre ce qui lui permettra de se marier en 1743.
Après des études à l'école des Jésuites d'Aix, il entre en 1728, à treize ans, à l'armée comme enseigne, et devient capitaine de grenadiers au régiment de Durfort-Duras, dont son père avait été colonel et qu’il avait vendu en 1712 au marquis de Gensac. Il se distingue aux sièges de Kehl et de Philippsburg, à l’attaque des hauteurs de Dettingen, où il est blessé, et aux combats de Hispersberg et de Clausen.
Le marquis de Mirabeau fait la campagne de Bavière en 1741-1742 dans le régiment de son père qui est décédé en 1737. Il est décoré de la croix de l’ordre royal et militaire de Saint-Louis en 1743. Comme il ne peut acheter un régiment, il quitte l’armée.
En 1740, le marquis de Mirabeau, sur le conseil d’un ami qui lui conseille de se rapprocher de Versailles, achète le château du Bignon. C’est dans ces lieux que se réunissent les physiocrates. Mirabeau achète aussi un hôtel particulier à Paris en 1741. Pendant six années, quand il n’est pas à la guerre, il dilapide l’héritage de son père, mort en 1737, en compagnie de son cousin Luc de Clapiers, marquis de Vauvenargues et du poète Lefranc de Pompignan.

### Un mariage tumultueux
Le 21 avril 1743, le marquis de Mirabeau épouse Marie Geneviève de Vassan, vicomtesse de Saint Mathieu, baronne de Pierre-Buffière etc., veuve de Jean François de Ferrières, chevalier, marquis de Sauvebœuf. Elle est fille de Charles, marquis de Vassan, etc., brigadier des armées du roi, chevalier de l’ordre royal et militaire de Saint-Louis, et d’Anne Thérèse de Ferrières de Sauvebœuf, première baronne du Limousin, vicomtesse de Saint Mathieu etc. Elle est la mère de Mirabeau, personnage incontournable de la Révolution française.
En 1757, le marquis de Mirabeau se sépare de sa femme avec éclat et croit pouvoir la reléguer au fin fond de la province par une lettre de cachet. Elle décide de venir à Paris en 1772, et commence à lui faire des procès pour obtenir une séparation des biens, que son mari s’est approprié. Il vit alors publiquement avec Madame de Pailly, une Suissesse, qui est sa maîtresse depuis 1756. Il obtient, grâce à ses amis, ministres 54 lettres de cachet contre les siens. Après bien des procès, et malgré l’appui de ses amis, il se retrouve ruiné et malade.

### Un philosophe et économiste des Lumières

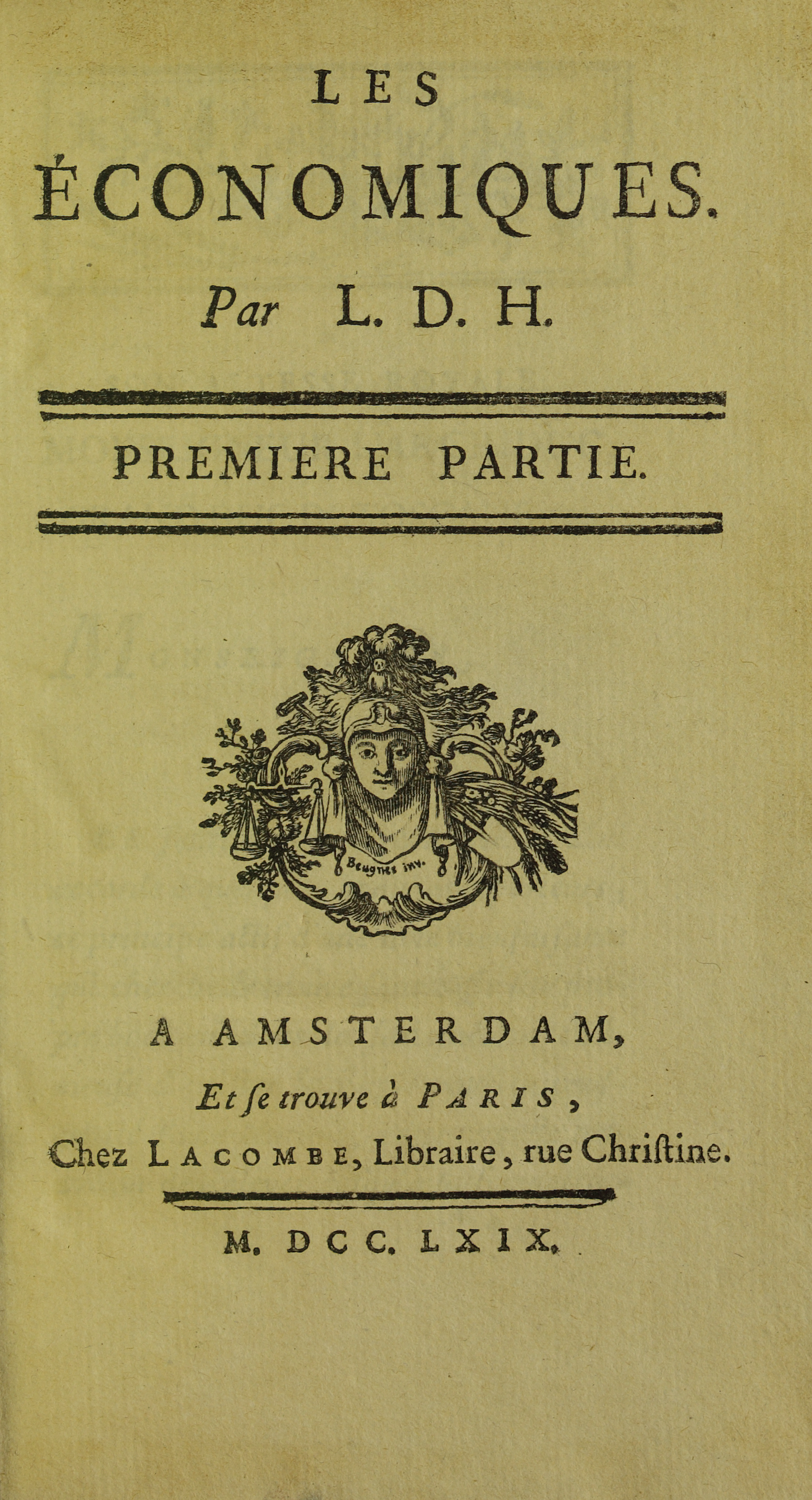
Les Économiques (1769), ouvrage dédié au grand-duc de Toscane.

Dès 1735, le marquis de Mirabeau s’intéresse à l'économie politique. Quand il est en garnison à Bordeaux, Mirabeau père fait la connaissance de Montesquieu. Dans ses premiers écrits, Mirabeau préconise pour la prospérité de la France un retour aux valeurs de la noblesse française médiévale. En 1750, il publie Utilité des états provinciaux, ouvrage dans lequel il souhaite que les institutions provinciales s’épanouissent à partir de la province et soient organisées par elle. Le livre est encore une fois empreint de nostalgie nobiliaire. L'évènement qui pousse Mirabeau à se vouer à l'économie politique est sans doute son travail sur un manuscrit de l' Essai sur la nature du commerce en général (Wikisource) de Richard Cantillon qu'il avait en sa possession dès 1740. Son commentaire de ce texte s'est progressivement transformé en ce qui est devenu son Ami des hommes (Wikisource).

#### L'Ami des hommes
En 1756, a lieu la parution de l’Ami des hommes ou Traité sur la population. Le succès considérable de l'ouvrage va contribuer à la renommée de son auteur à travers toute l'Europe. D’après l’auteur, la vraie richesse ne consiste que dans la population. Or, la population dépend de sa subsistance, et la subsistance ne se tire que de l’agriculture. Ainsi, tout dépend de l’agriculture. Mirabeau se range derrière l’idée que Plus vous faites rapporter à la terre et plus vous la peuplez. La cinquième partie est datée de 1760.

#### Le cofondateur de la physiocratie

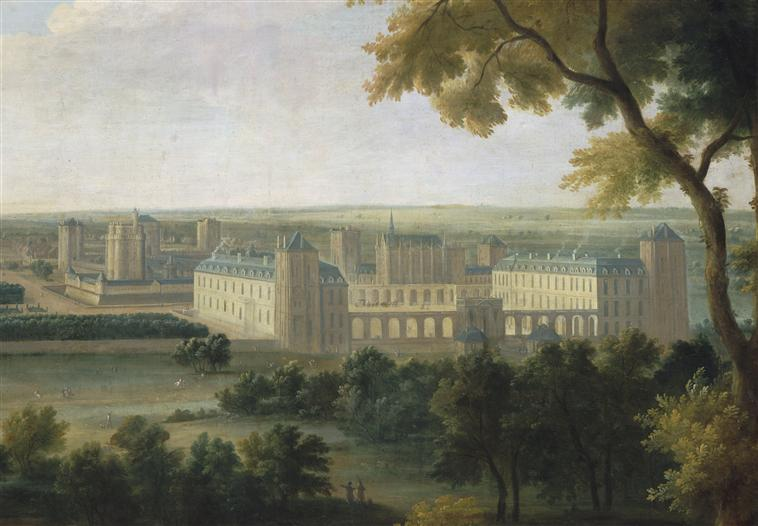
En 1760, le marquis de Mirabeau est emprisonné, pendant cinq jours, à la prison du château de Vincennes.

Fort du succès de L'Ami des hommes, Mirabeau rencontre le docteur François Quesnay (1694-1774), médecin de Madame de Pompadour, en juillet 1757 à Versailles. Cette rencontre est à l'origine du mouvement physiocratique. Le marquis rédige alors de nombreux autres écrits d'économie politique, conformes aux principes de la physiocratie, entre autres la Théorie de l’Impôt, ouvrage paru en 1760 dans lequel il s’en prend aux fermiers généraux avec une véhémence qui annonce déjà celle de son fils. La réaction des fermiers et de leurs amis financiers, entraîne son emprisonnement pendant cinq jours à la prison du château de Vincennes, transformé grâce à l'intervention de Quesnay et de la Pompadour, en exil pendant deux mois, au Bignon.
Dans son hôtel particulier de la rue de Vaugirard, l’école des physiocrates se développe considérablement, notamment grâce aux célèbres réunions du mardi.

#### Une personnalité européenne

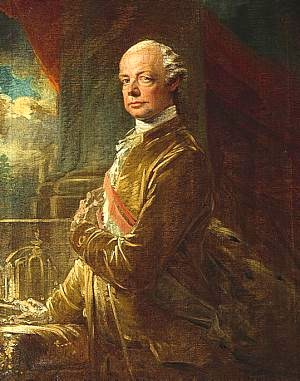
Le grand-duc Pierre-Léopold de Toscane

En Toscane, le grand-duc Pierre-Léopold, futur empereur du Saint-Empire, et ses ministres lisent attentivement ses ouvrages et s'inspirent de ses idées dans la conduite de leurs réformes. Mirabeau se lie alors aux élites et dirigeants toscans et œuvre à la diffusion des théories physiocratiques dans le pays. En 1769, le marquis dédie officiellement son nouveau livre, Les Économiques, au grand-duc, consacrant publiquement sa relation privilégiée avec la Toscane.
Le margrave de Bade, Turgot et les rois Stanislas II de Pologne et Gustave III de Suède sont également ses lecteurs et sont largement influencés par ses idées. En Suède, il est même décoré de la grand croix de l’ordre de Vasa la veille du coup d'Etat monarchiste d'août 1772.

#### Un penseur des Lumières reconnu
Les admirateurs du marquis de Mirabeau sont parfois des personnalités fort différentes. Le Dauphin, Louis de France (1729-1765) qualifie l’Ami des hommes de « bréviaire des honnêtes gens » et le cite sans cesse. Il veut même confier l’éducation du futur Louis XVI à Mirabeau, mais finalement un militaire très catholique et conservateur lui sera préféré.
En 1763, il écrit une Philosophie rurale. Puis, entre 1767 et 1768, des Lettres sur la dépravation, la restauration et la stabilité de l’ordre rural, qui illustrent la continuité de son approche moralisante.
L'ami des hommes offre en 1767 l’hospitalité à Jean-Jacques Rousseau, qui lui en est reconnaissant mais est repoussé par la pression excessive avec laquelle Mirabeau tente de le rallier au mouvement physiocratique.
Il est le premier à employer le terme science sociale en 1767.

### La fin de sa vie
Le marquis de Mirabeau fait cultiver ses terres du Bignon, près de Paris, avec les nouvelles techniques agricoles de l'agronomie appliquée. Sa fortune diminue du fait de l’état d’abandon où il laisse ses principales terres, par de ruineux essais agricoles et par l’entreprise, infructueusement dispendieuse, d’une grande exploitation de mines. En 1752, il achète, en Gascogne, la seigneurie de Roquelaure, dont il espère obtenir le titre, et le château de Lavardens inachevé, dont il poursuit les travaux et où il dilapide les derniers restes de sa fortune avant de le revendre.
Son jeune frère, Jean Antoine Riquetti, le chevalier de Mirabeau, général des galères de Malte, revient en France, en 1767, et prend en charge le château des Mirabeau et aide le marquis dans ses procès désastreux. Néanmoins, le château du Bignon doit être vendu.
Le marquis de Mirabeau meurt à Argenteuil, le 11 juillet 1789. À sa demande, il est enterré le 13 juillet dans le prieuré des Bénédictins d’Argenteuil, en présence de ses fils, Honoré Gabriel et André Boniface Louis, de son gendre Charles Louis Jean Gaspard de Lasteyrie, de son petit-fils Charles Annet Victorin de Lasteyrie, de son exécuteur testamentaire le conseiller au parlement Pierre Augustin Robert de Saint-Vincent et du Chevalier comte Yves Jacques Le Sénéchal, Saint-Valéry Kerdaniel.

## Famille, mariage et descendance
Le marquis de Mirabeau est le fils de Jean-Antoine de Riquetti (1666-1737), brigadier des armées du roi, infirme des deux bras après avoir été blessé de multiples fois. Il refuse pour cette raison la charge de lieutenant général pour le roi en Dauphiné. Sa mère, Françoise de Castellane, est la fille du marquis Jean-François de Castellane. Le 21 avril 1743, à Aigueperse, le marquis de Mirabeau épouse Marie Geneviève de Vassan. Ils ont onze enfants :
- Victor Charles François, né le 16 mars 1744, et décédé en 1747.
- Marie Anne Jeanne, née le 10 juillet 1745, religieuse professe au couvent des Dominicaines d'Amilly près de Montargis 1764-[19], décédée le 20 octobre 1808 à Voutezac.
- Marie Anne Gabrielle (1746- 24 août 1756, pensionnaire au couvent des Bénédictines de Notre-Dame des Anges à Amilly, près de Montargis[20])
- Élisabeth Charlotte, née le 5 septembre 1747, épouse Charles Louis Gaspard de Lasteyrie (1740-1815), marquis du Saillant, décédée le 2 mai 1821.
- François (1748-1753)
- Honoré-Gabriel Riqueti de Mirabeau
- Victoire Françoise (1750-1754)
- Jean Antoine (1751-1751)
- Marie Louise Catherine, née le 4 septembre 1752, épouse le marquis Jean Paul de Clapiers-Cabris de Grasse (1750-1813), décédée le 16 août 1807.
- Victor (1753-1756)
- André Boniface Louis Riquetti de Mirabeau (1754-1792)

Les papiers personnels de la famille Riquetti de Mirabeau et de Victor Riquetti de Mirabeau sont conservés aux Archives nationales sous la cote 119AP.

## Œuvres de Victor Riquetti de Mirabeau
Les principaux écrits du marquis de Mirabeau sont :
- Voyage de Languedoc et de Provence, édition entièrement différente de celle d’Amsterdam et plus correcte que celle d’Avignon, 1745.
- Examen des Poésies sacrées de Le Franc de Pompignan, 1755.Petit ouvrage fastidieux et ridicule panégyrique, que Pompignan a la maladresse d’adopter dans une édition de luxe qu’il donna de ses poésies.
- L’Ami des hommes, ou Traité de la Population, Hambourg : Chretien Hérold, 1756-1762, 6 vol. in-12 Texte en ligne .
- Dialogue entre le Surintendant d’O et L.D.H., contenu dans : Précis de l’organisation, ou Mémoire sur les États provinciaux, 1757-1758.
- Réponse du correspondant à son banquier, 1759.
- Lettres sur la dépravation de l’ordre légal… ; Lettres sur la restauration de l’ordre légal, précédé du Discours sur cette question, quelle est la vertu la plus nécessaire aux héros, et quels sont les héros à qui cette vertu a manqué, 1759.
- Lettre sur les corvées, 1760.
- Tableau économique avec ses explications, 1760.
- Théorie de l’Impôt, Paris, 1760.
- Mémoire sur l’agriculture, envoyé à la très louable société d’agriculture de Berne; avec l’extrait des six premiers livres du Corps complet d’économie rustique de feu M. Thomas Hale, 1762.
- avec François Quesnay, Philosophie rurale ou Économie générale et particulière de l’agriculture, réduite à l’ordre immuable des lois physiques et morales qui assurent la prospérité des empires, Amsterdam (Paris) : libraires associés, 1763, in-4°, XXVI-412 p. (ou 3 vol. in-12) Texte en ligne ; abrégé sous le titre Éléments de la philosophie rurale, La Haye : libraires associés, 1767-1768, in-12, II-CVI-241 p. et tableau.
- Nombreux articles dans les Éphémérides du citoyen, 1765-1772.
- Lettres sur le commerce des grains, 1768.
- Les Économiques, par L. D. H. (L’Ami des hommes.), Dédiées au grand-duc de Toscane. Amsterdam, 1769.
- Lettres d’un ingénieur de province un intendant des ponts-et-chaussées, pour servir de suite à l’Ami des hommes, Avignon (Paris), 1770.
- Lettres économiques, Amsterdam, 1770.
- Les Devoirs, imprimé à Milan, au monastère de Saint-Ambroise, en 1770. Ce titre est une allusion à l’un des traités les plus connus du saint archevêque de Milan.
- Leçons économiques (Abrégé), Abrégé des principes de l’économie politique, 1773.
- Science (la), ou les Droits et les Devoirs de l’Homme. Par L. D. H., Lausanne, Grasset, 1774.
- Lettres sur la législation, Ou l’ordre légal dépravé, rétabli et perpétué, L. D. H. Berne, 1775.
- Nouvelles éphémérides économiques. Troisième partie. Événements publics. no 1er Éloge funèbre de M. François Quesnay, prononcé… dans l’assemblée de ses disciples par M. le Mis de Mirabeau, 1775.
- Entretiens d’un jeune prince avec son gouverneur, ouvrage divisé en trois parties… 1785.
- Recueils de contes et nouvelles, par M. le marquis de M***, 1785.
- Mémoire concernant l’utilité des États provinciaux, relativement à l’autorité royale, aux finances, au bonheur, & à l’avantage des peuples, 1787.
- Rêve d’un goutteux, (vers la fin de 1788)[22].